# Maurice de Sully
Maurice de Sully (narozen mezi lety 1105-1120 v Sully-sur-Loire – 11. listopadu 1196 Paříž) byl pařížský biskup, který zastával tento úřad od roku 1160 do své smrti.

## Životopis
Jako syn dřevorubce v Sully-sur-Loire pocházel se skromného prostředí. V mládí odešel studovat do Paříže. Vstoupil do řádu a stal se kanovníkem v kapitule v Bourges. Posléze byl jmenován pařížským kanovníkem a arciděkanem. Přednášel jako mistr teologie na univerzitě. Díky svému vzdělání a zbožnosti byl 12. října 1160 jmenován pařížským biskupem.
V této funkci záhy (1163) zahájil stavbu nového sídelního chrámu – katedrály Notre-Dame.